# Tefala
Tefala ist eine kleine Riffinsel im südwestlichen Riffsaum des Atolls Funafuti, Tuvalu.

## Geographie
Die Insel liegt im Südwestlichen Abschnitt des Riffsaums. Die nächstgelegenen Motu sind Fuagea im Norden und Falaoigo im Süden. Sie liegt im Bereich des Schutzgebiets Funafuti Conservation Area.
Etwa gleich weit entfernt wie die vorgenannten Nachbarinseln, aber weiter im Osten und auf dem östlichen Abschnitt der Riffkrone gelegen sind die Inseln Mateiko und Funafala.